# Ambostracon costatum
Ambostracon costatum är en kräftdjursart som beskrevs av Hazel 1962. Ambostracon costatum ingår i släktet Ambostracon och familjen Hemicytheridae. Inga underarter finns listade i Catalogue of Life.